# فيه-اردشير
فيه أردشير (كما تلفظ بيه-أردشير أو ويه-أردشير )، هي مدينة قديمة في العراق ، كانت إحدى ضواحي قطسيفون عاصمة الامبراطورية الساسانية .

## التاسيس
كانت تعرف في الأصل باسم سلوقية ، وقد أعيد بناء المدينة وتسميتها عام 230 على يد مؤسس الإمبراطورية الساسانية ، الملك أردشير الأول (حكم من 224 إلى 240 ). 

## التاريخ
كانت المدينة معروفة باسم ماحوزا عند اليهود، و كوخها (بالسريانية) من قبل المسيحيين، و بيهراسر من قبل العرب . كان يسكن فيه أردشير العديد من الأثرياء اليهود، وكان مقر كنيسة بطريرك كنيسة المشرق .
في التلمود، مكتوبة باسم Ardashir ، وتقع قرب نهر دجلة في قطسيفون. 
كانت المدينة محاطة بسور وكانت دائرية حسب التصميم. فقد أقام حاكم حدود المقاطعة حصن في الجزء الشمالي من هذه المدينة، خلال منتصف القرن الخامس، حدث فيضان في المدينة قسم المدينة إلى قسمين. أدى ذلك إلى تدهور المدينة، وهجر أجزاء كثيرة منها . 
في عهد الملك كسرى الثاني (590-628) ، شُيِّد قصر بالقرب من حديقة تُدعى Bagh-i Hinduvan (تعني "حديقة الهنود "). في عام 636 ، تم السيطرة على المدينة من قبل الجنرال العربي خالد بن عرفطه أثناء الفتح الإسلامي لبلاد فارس .